# Brian Acton
Pour les articles homonymes, voir Acton.
Brian Acton, né le 17 février 1972, est un développeur informatique américain et un entrepreneur. Il est le directeur exécutif de la Signal Technology Foundation, qu'il a cofondée avec Moxie Marlinspike en 2018. Depuis le 10 janvier 2022, il est également PDG par intérim de Signal Messenger LLC.
Auparavant, Acton est employé chez Yahoo! et co-fonde WhatsApp, une application de messagerie mobile. Il quitte WhatsApp en septembre 2017 pour lancer la Signal Foundation. Selon Forbes (2020), Acton est la 836e personne la plus riche du monde, avec une valeur nette de 2,5 milliards de dollars.

## Biographie

### Enfance et éducation
Brian Acton grandit dans le Michigan, puis s'installe en Floride centrale où il obtient son diplôme du lycée Lake Howell. Il reçoit une bourse complète pour étudier l'ingénierie à l'Université de Pennsylvanie, mais quitte finalement l'établissement au bout d'un an pour étudier à Stanford. Il y obtient un diplôme en informatique en 1994.
En 1992, il devient administrateur système pour Rockwell International, avant de devenir testeur de produits chez Apple et Adobe. En 1996, il rejoint Yahoo.

### Yahoo!
En 1998, Jan Koum est embauché par Yahoo! en tant qu'ingénieur en infrastructure peu de temps après avoir rencontré Acton alors qu'il travaillait chez Ernst & Young en tant que testeur de sécurité. Au cours des neuf années suivantes, ils travaillent ensemble chez Yahoo avant de quitter l'entreprise ensemble en septembre 2007 pour prendre une année sabbatique.
Acton investit dans le boom Internet et perd des millions dans la bulle Internet de 2000. Avec Koum, il postule, sans succès, pour travailler chez Facebook. En 2009, Koum achète un iPhone et réalise que l'App Store, alors âgé de seulement sept mois, est sur le point de donner naissance à une toute nouvelle industrie des applications. Il rend visite à son ami Alex Fishman et lui parle de développer une application. Koum choisit le nom de WhatsApp et une semaine plus tard il constitua WhatsApp Inc. en Californie.

### WhatsApp
En 2014, Koum et Acton vendent WhatsApp à Facebook pour environ 19 milliards de dollars en espèces et en actions. Forbes estime qu'Acton détenait plus de 20 % du capital de la société, ce qui porte sa valeur nette à environ 3,8 milliards de dollars.
En 2016, Acton mène un tour de financement pour Trak N Tell et lève 3,5 millions de dollars avec deux autres investisseurs,.
Un an plus tard, il quitte WhatsApp. Il déclare à Forbes qu'il est parti en raison d'un différend avec Facebook concernant la monétisation de l'application, et a volontairement laissé 850 millions de dollars d'options non acquises sur la table en partant quelques mois avant la fin de l'acquisition,. Il déclare également avoir été coaché par des cadres de Facebook pour tromper les régulateurs européens concernant l'intention de Facebook de fusionner les données des utilisateurs de Facebook et de WhatsApp,.

### Signal
Acton a quitté WhatsApp en septembre 2017 pour créer une nouvelle fondation, la Signal Foundation, qui se consacre à aider les gens à accéder à la communication privée via une application de messagerie chiffrée,. Signal est largement utilisé par les journalistes et les militants des droits de l'homme.
En février 2018, il a été annoncé qu'Acton investissait 50 millions de dollars dans Signal. Ce financement était un prêt de Brian Acton à la nouvelle fondation à but non lucratif Signal Technology. À la fin de l'année 2018, le prêt a augmenté à 105 000 400 $, qui doit être remboursé le 28 février 2068. Le prêt n'est pas garanti et son taux d'intérêt est de 0 %.
Le 20 mars 2018, Forbes a rapporté qu'Acton avait publiquement tweeté son soutien au mouvement #DeleteFacebook, dans un "nouveau niveau de réaction publique". En novembre 2019, le journaliste Steven Levy a demandé à Acton pourquoi il avait décidé de rendre son ressenti si public. Acton a déclaré qu'il estimait qu'il était temps car des pressions s'exerçaient contre Facebook.
Acton est actuellement membre du conseil d'administration de la Signal Foundation.

### Philanthropie
Depuis 2014, Brian Acton et son épouse Tegan Acton ont commencé à construire un réseau philanthropique à travers la fondation Wildcard Giving, avec trois fondations sœurs : Sunlight Giving, Acton Family Giving et Solidarity Giving.
Le couple a lancé Sunlight Giving en 2014,, une fondation familiale dédiée à soutenir les services de base des familles à faible revenu avec de jeunes enfants âgés de 0 à 5 ans. Il fournit également un soutien aux espaces sûrs et aux organisations qui garantissent la sécurité alimentaire, la stabilité du logement et l'accès aux soins de santé. La fondation soutient les familles à faible revenu avec des enfants âgés de cinq ans et moins vivant dans la région de la baie de San Francisco. C'est une organisation sœur appartenant à la famille Wildcard Giving. Sunlight Giving possède 470 millions de dollars d'actifs. Il a accordé 6,4 millions de dollars en 2015, 19,2 millions de dollars en 2016 et 23,6 millions de dollars en 2017. Cette fondation privée a aidé à financer Magnify Community, une organisation à but non lucratif dont l'objectif est de rediriger les dons des philanthropes vers des organisations à but non lucratif.
Toujours en 2014, Acton a aidé à établir Acton Family Giving and Solidarity Giving.
En 2019, Forbes a rapporté que Brian Acton et sa femme avaient donné plus d'un milliard de dollars à des causes caritatives au cours de leur vie.

## Vie privée
Il est marié à Tegan Acton et réside à Palo Alto, en Californie.